# Rebecca Salsbury Jamesová
Rebecca Salsbury (Strandová) Jamesová (nepřechýleně Rebecca Salsbury (Strand) James; 21. prosince 1891 Londýn – 8. července 1968) byla americká malířka-samouk, narozená v Londýně v Anglii americkým rodičům, kteří cestovali s Buffalo Bill Wild West Show. Usadila se v New Yorku, kde se provdala za fotografa Paula Stranda. Po rozvodu se Strandem se Jamesová přestěhovala do Taosu v Novém Mexiku, kde se přidala ke skupině, která zahrnovala Mabel Dodge Luhan, Dorothy Brett a Frieda Lawrence. V roce 1937 se provdala za Williama Jamese, obchodníka z Denveru v Coloradu, který tehdy provozoval společnost Kit Carson Trading Company v Taosu. Zůstala v Taosu až do své smrti v roce 1968.
Jamesová je známá svými "velkorozměrnými květinovými vzory a zátišími namalovanými na skle." Pracovala také na výšivce colcha, tradičním řemeslném stylu hispánského Nového Mexika.

## Životopis
Salsbury Jamesová se narodila Nathanovi a Rachel Salsbury. Měla dva starší bratry Nathana a Miltona a dvojče Rachel. Vyrostla na Upper West Side v New Yorku. Se svým dvojčetem, Rachel, navštěvovala od roku 1905 školu Ethical Culture School. Byla členkou veselého klubu a basketbalového týmu. V roce 1915 byla valediktorkou absolventské třídy učitelské školy. V roce 1917 vydala se svým bratrem Natem Knihu dětských písní.

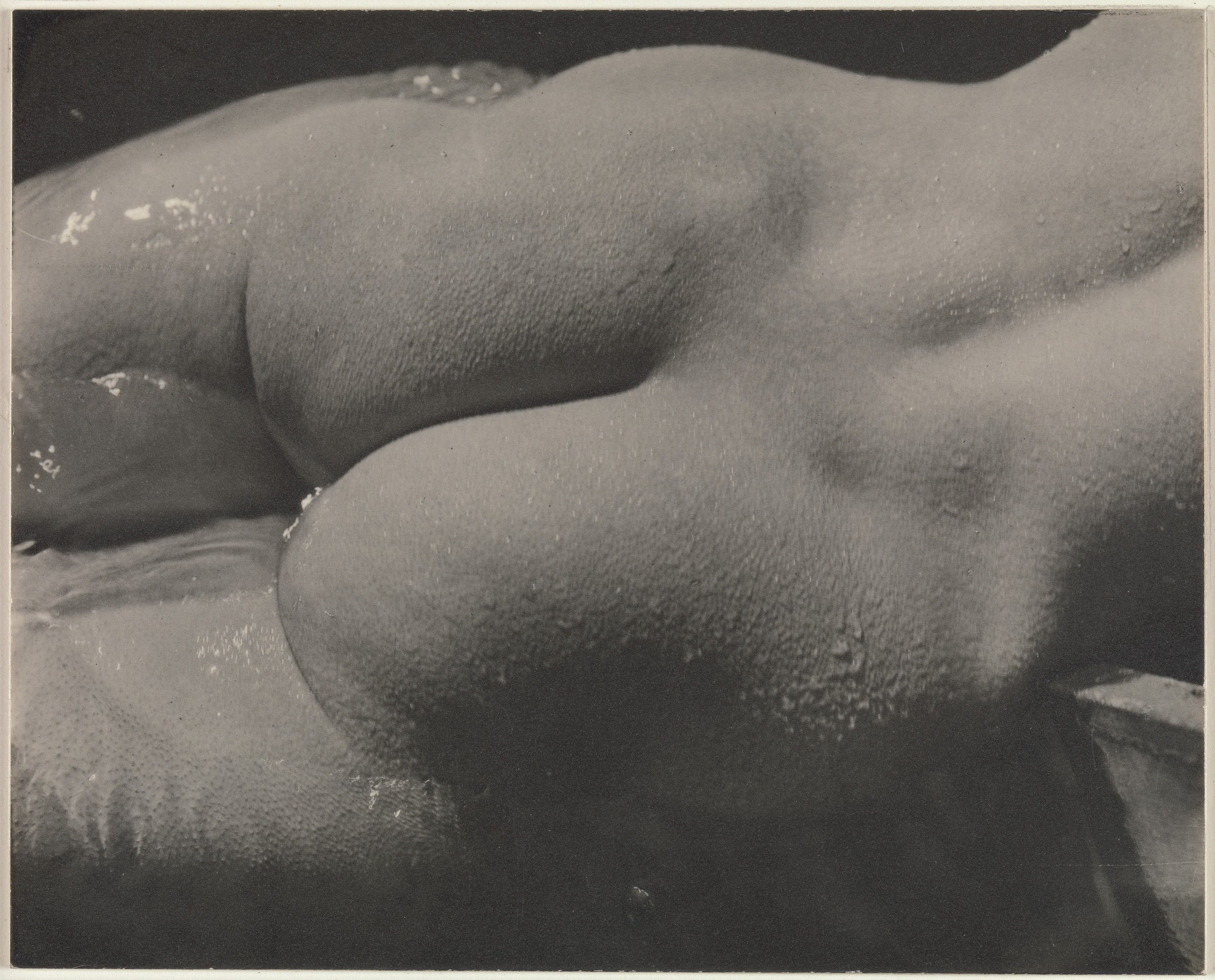
Rebecca Salsbury na fotografii aktu Alfreda Stieglitze, 1922

## New York a Taos
Rebecca Salsbury se 21. ledna 1922 provdala za fotografa Paula Stranda na Manhattanu. Ti dva byli aktivními účastníky ve skupině umělců, kteří vystavovali své práce v galeriích Alfreda Stieglitze : 291, Intimate Gallery a An American Place. Kromě Stieglitze a Georgie O'Keeffeové měli Strandovi blízko k Marsdenu Hartleymu, Arthuru Doveovi a Helen Torrové a Gastonovi a Isabel Lachaiseovým.
V roce 1926 Strandovi cestovali na západ, navštívili národní park Mesa Verde a města včetně Denveru, Santa Fe a Taosu. Místo toho uvažovali o evropské cestě, ale jak Rebecca napsala Paulovi: „Evropa tu bude i nadále, až budeme ve středním věku – stále si ji můžeme užívat – Západ bychom měli opravdu vidět, dokud jsme mladí a silní – a to vyhrálo, nevydrží vždy." Strand si jihozápad a pohostinnost Mabel Dodge Luhan užil natolik, že napsala Stieglitzovi a O'Keeffeovi: „Byla tak milá... proč k nám byla tak laskavá, nevíme. Až na to, že je pravděpodobně pro všechny. Chce, abyste někdy oba přišli – Georgia by měla… udělala by skvělé věci – Georgia, jednoho dne přijď.“
V roce 1929 se Strand vrátil do Nového Mexika s O'Keeffe. Oba zůstali v areálu Mabel Dodge Luhanové v Taosu, kde Strand učil O'Keeffe řídit. Ti dva malovali celé léto. Strand a její manželka se vraceli na jihozápad v letech 1930, 1931 a 1932. V roce 1933 se oba rozvedli v Mexiku a Rebecca se vrátila do Taosu, kde se v roce 1937 provdala za obchodníka Williama Jamese. V roce 1953 vydala knihu Dovolte mi představit 18 dam a pánů a Taos, N.M., 1885-1939.

## Umění a výstavy

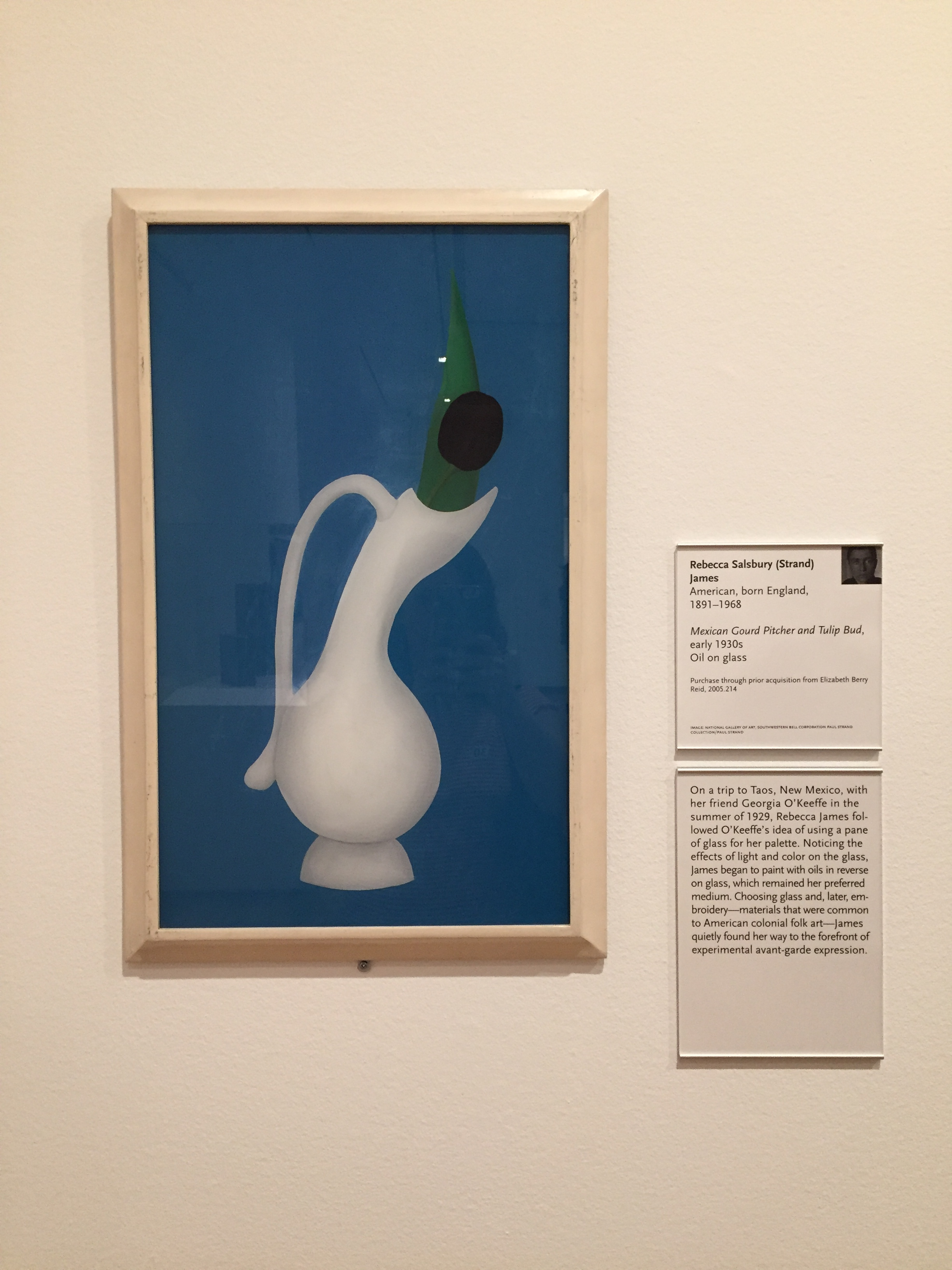
Rebecca Salsbury (Strandová) Jamesová, džbán mexické tykev a Tulip Bud, počátek 30. let, olej na skle

Jamesová vytvářela umělecká díla pastelem a uhlem, ale většinu své kariéry se věnovala především technice reverzní malby na sklo. Podílela se také na oživení španělského koloniálního colcha stehu. Napsala: „Tento všestranný steh mi poskytl kreativní prostředek, jak se stehy vyjádřit. Živý svět – obloha, země, lidé, tráva, stromy – může být prodchnut bezprostředním životem.“
Jamesová se zúčastnila své první skupinové výstavy v Opportunity Gallery v New Yorku v roce 1928. Své obrazy vystavovala v následujících institucích:
- An American Place (1932, 1936)
- Denver Art Museum, Chappell House (1933)
- Muzeum umění v Novém Mexiku (1934)
- Colorado Springs Fine Arts Center (1939)
- Palác čestné legie (1951)
- Santa Barbara Art Museum (1951)
- Galerie Martha Jackson (1954)

Své výšivky vystavila v:
- Palác guvernérů, Santa Fe (1952)
- Harwood Foundation, University of New Mexico (1952)
- Muzeum mezinárodního lidového umění (1963)
- Currier Gallery, New Hampshire (1964)

Často se také účastnila každoročních výstav v New Mexico Museum of Art v Santa Fe a Harwood Foundation (nyní Harwood Museum of Art ) v Taosu od 30. do 60. let.

## Sbírky
Díla autorky lze nalézt v následujících sbírkách:
- Corning Museum of Glass, Corning, New York[9]
- Harwood Museum of Art, Taos, Nové Mexiko
- Muzeum umění v Novém Mexiku, Santa Fe, Nové Mexiko
- University of New Mexico, University Art Museum, Albuquerque, Nové Mexiko
- Městské školy Taos, sbírka umění, Taos, Nové Mexiko
- Taos Historic Museums, Blumenschein House, Taos, Nové Mexiko
- Taos Health Systems, Holy Cross Hospital, Taos, New Mexico
- Philbrook Museum of Art, Tulsa, Oklahoma
- Museum of Art, Atlanta, Georgia
- Harvard Art Museums, Cambridge, MA[10]
- Baltimore Museum of Art, Baltimore, MD[11]